# Campeonato Mundial de Ciclismo de Montaña de 2010
El XXI Campeonato Mundial de Ciclismo de Montaña se celebró en Mont-Sainte-Anne (Canadá) entre el 31 de agosto y el 5 de septiembre de 2010, bajo la organización de la Unión Ciclista Internacional (UCI) y la Unión Ciclista Canadiense. 
Se compitió en 4 disciplinas, las que otorgaron un total de 10 títulos de campeón mundial:
- Descenso (DH) – masculino y femenino
- Campo a través (XC) – masculino, femenino y mixto por relevos
- Campo a través para 4 (4X) – masculino y femenino
- Trials (TRI) – masculino 20″, masculino 26″ y femenino 20″/26″

## Resultados

### Masculino
| Evento                        | Oro                                     | Plata                                        | Bronce                                |
| ----------------------------- | --------------------------------------- | -------------------------------------------- | ------------------------------------- |
| Descenso (05.09)              | Samuel Hill Australia 4:37,93           | Steve Smith · Canadá · 4:40,56               | Greg Minnaar Sudáfrica 4:40,93        |
| Campo a través (04.09)        | José Antonio Hermida · España · 1:52,26 | Jaroslav Kulhavý · República Checa · 1:52,55 | Burry Stander Sudáfrica 1:53,36       |
| Campo a través para 4 (03.09) | Tomáš Slavík · República Checa ·        | Jared Graves Australia                       | Michal Prokop · República Checa ·     |
| Trials 20″ (04.09)            | Benito Ros Charral · España · 22 pts.   | Abel Mustieles · España · 31 pts.            | Rick Koekoek · Países Bajos · 43 pts. |
| Trials 26″ (05.09)            | Kenny Belaey · Bélgica · 25             | Benito Ros Charral · España · 30             | Marc Caisso Francia 30                |

### Femenino
| Evento                        | Oro                                   | Plata                              | Bronce                                   |
| ----------------------------- | ------------------------------------- | ---------------------------------- | ---------------------------------------- |
| Descenso (05.09)              | Tracy Moseley Reino Unido 5:17,47     | Sabrina Jonnier Francia 5:24,97    | Emmeline Ragot Francia 5:28,11           |
| Campo a través (04.09)        | Maja Włoszczowska · Polonia · 1:48,21 | Irina Kalentieva · Rusia · 1:48,69 | Willow Koerber Estados Unidos 1:48,73    |
| Campo a través para 4 (03.09) | Caroline Buchanan Australia           | Jana Horáková · República Checa ·  | Romana Labounková · República Checa ·    |
| Trials 20″/26″ (03.09)        | Gemma Abant Condal · España · 15 pts. | Karin Moor · Suiza · 23 pts.       | Tatiana Janíčková · Eslovaquia · 34 pts. |

### Mixto
| Evento                             | Oro                                                                           | Plata                                                                               | Bronce                                                                                      |
| ---------------------------------- | ----------------------------------------------------------------------------- | ----------------------------------------------------------------------------------- | ------------------------------------------------------------------------------------------- |
| Campo a través por relevos (01.09) | Thomas Litscher · Roger Walder · Katrin Leumann · Ralph Näf · Suiza · 1:06,00 | Manuel Fumic · Julian Schelb · Sabine Spitz · Marcel Fleschhut · Alemania · 1:06,18 | Jaroslav Kulhavý · Ondřej Cink · Kateřina Nash · Tomáš Paprstka · República Checa · 1:06,41 |

## Medallero
| Núm. | País            | Oro | Plata | Bronce | Total |
| ---- | --------------- | --- | ----- | ------ | ----- |
| 1    | España          | 3   | 2     | 0      | 5     |
| 2    | Australia       | 2   | 1     | 0      | 3     |
| 3    | República Checa | 1   | 2     | 3      | 6     |
| 4    | Suiza           | 1   | 1     | 0      | 2     |
| 5    | Bélgica         | 1   | 0     | 0      | 1     |
| 5    | Polonia         | 1   | 0     | 0      | 1     |
| 5    | Reino Unido     | 1   | 0     | 0      | 1     |
| 8    | Francia         | 0   | 1     | 2      | 3     |
| 9    | Alemania        | 0   | 1     | 0      | 1     |
| 9    | Canadá          | 0   | 1     | 0      | 1     |
| 9    | Rusia           | 0   | 1     | 0      | 1     |
| 12   | Sudáfrica       | 0   | 0     | 2      | 2     |
| 13   | Eslovaquia      | 0   | 0     | 1      | 1     |
| 13   | Estados Unidos  | 0   | 0     | 1      | 1     |
| 13   | Países Bajos    | 0   | 0     | 1      | 1     |
|      | TOTAL           | 10  | 10    | 10     | 30    |